# Misha Kaufmann
Misha Kaufmann (* 18. April 1984) ist ein Schweizer Handballtrainer und ehemaliger Spieler. Kaufmann wurde auf den Positionen Rückraum Mitte und Links eingesetzt.

## Karriere

### Spieler
Misha Kaufmann spielte zunächst für den TV Solothurn. Weitere Stationen waren der deutsche Regionalligist SG Köndringen/Teningen und die Schweizer Vereine HC GS Stäfa und BSV Bern. Bei Stäfa wurde er in der Saison 2008/09 mit 300 Toren Torschützenkönig der Nationalliga A. 2013 wechselte er zur HSC Suhr Aarau in die Nationalliga B. 2014 stieg er mit Aarau in die Nationalliga A auf, aber bereits nach einer Saison wieder ab. Im Frühling 2016 musste er aufgrund einer schweren Knieverletzung seine Karriere als Spieler beenden. Aarau stieg in dieser Saison wieder in die Nationalliga A auf.

### Trainer
Ab 2016 übernahm er das Traineramt des HSC Suhr Aarau, obwohl er zu diesem Zeitpunkt noch nicht die nötige Trainerlizenz hatte. Mit Aarau gewann er den SuperCup 2020. Im Oktober 2021 übernahm er das Traineramt des deutschen Zweitligisten ThSV Eisenach, nachdem dieser die letzten fünf Ligaspiele in Folge verloren hatte. 2023 gelang ihnen der Aufstieg in die 1. Bundesliga. Im Dezember 2023 verlängerte er seinen Vertrag noch bis 2027. Ein Jahr später löste er seinen Vertrag zum Saisonende auf und wird Eisenach im Sommer 2025 verlassen. Ab Sommer 2025 unterschrieb er einen Drei-Jahres-Vertrag beim Ligakonkurrenten TVB Stuttgart.

## Erfolge

### Spieler
- 2009: Torschützenkönig der Nationalliga A[1]
- 2014: Aufstieg in die Nationalliga A mit dem HSC Suhr Aarau

### Trainer
- 2020: Schweizer SuperCup mit dem HSC Suhr Aarau
- 2023: Aufstieg in die 1. Bundesliga mit dem ThSV Eisenach